# Équipe de Jamaïque féminine de volley-ball
L'équipe de Jamaïque de volley-ball féminin est composée des meilleures joueuses jamaïcaines sélectionnées par la Fédération jamaïcaine de Volleyball (Jamaica Volleyball Federation, JVF). Elle est actuellement classée au 65e rang de la FIVB au 15 janvier 2010.

## Sélection actuelle
Sélection pour les qualifications aux Championnats du monde 2010.

Entraîneur :  Gatashue Bonner ; entraîneur-adjoint :  Owen Leslie

## Palmarès et parcours

### Palmarès
Néant.

### Parcours

#### Coupe panaméricaine
| - 2002 : Non qualifié - 2003 : Non qualifié - 2004 : Non qualifié - 2005 : 12e - 2006 : Non qualifié - 2007 : Non qualifié - 2008 : Non qualifié - 2009 : Non qualifié - 2010 : Non qualifié |